# Erythrina gibbosa
Erythrina gibbosa, es un arbusto o pequeño árbol perteneciente a la familia de las fabáceas. Es originaria de Centroamérica.

## Descripción
Son árboles que alcanzan los 2–5 m de alto, espinosos. Con folíolos ovados, de 12–25 cm de largo y 6–15 cm de ancho, ápice agudo a acuminado, base redondeada, glabros, a veces el envés blanquecino. Las inflorescencias erectas, compactas y densas, de hasta 10 cm de largo; cáliz giboso, con una protuberancia apical conspicua en el lado ventral, tubular-campanulado, 10–16 mm de largo y de 3 mm de ancho en la base y 7–9 mm de ancho en el ápice, glabro o casi así, rojo brillante; estandarte linear, conduplicado, 50–70 mm de largo y 7–10 mm de ancho (desdoblado), rojo brillante, alas y quilla ca 10 mm de largo. Legumbres 13–15 cm de largo, rojas a cafés, exocarpo carnoso cuando fresco, arrugado y encogido al secarse produciendo una legumbre torcida que revela el endocarpo óseo y blanquecino; semillas de 10 mm de largo, rojas, suaves cuando frescas y frecuentemente germinando mientras aún están unidas a la legumbres, arrugadas y no viables al secarse.

## Distribución y hábitat
Es una especie poco común, se encuentra en sotobosques o márgenes de bosques muy húmedos, al  sur de Zelaya; a una altitud de 0–300 metros, de Nicaragua a Panamá.

## Taxonomía
Erythrina gibbosa fue descrita por Georg Cufodontis y publicado en Archivio Botanico per la Sistematica, Fitogeografia e Genetica 10(1): 34. 1934
Etimología
Erythrina: nombre genérico que proviene del griego ερυθρóς (erythros) = "rojo", en referencia al color rojo intenso de las flores de algunas especies representativas.
gibbosa: epíteto latino que significa "con joroba".